# Силциемс (остановочный пункт)
Си́лциемс (латыш. Silciems) — остановочный пункт на линии Рига — Лугажи, ранее являвшейся частью Псково-Рижской железной дороги. Открыт в 1926 году.
Находится на территории Аллажской волости Сигулдского края.